# 이병훈 (1957년)
이병훈(李炳勳, 1957년 3월 18일~)은 광주광역시 문화경제부시장을 지낸 대한민국의 정치인이다. 제21대 국회의원이다.

## 학력
- 1963~1969: 서석국민학교 졸업
- 1969~1972: 광주서중학교 졸업
- 1972~1975: 광주제일고등학교 졸업
- 1976~1980: 고려대학교 행정학 학사
- 2003~2005: 전남대학교 행정대학원 행정학 석사
- 2005~2009: 전남대학교 대학원 행정학 박사

## 경력
- 1980.12: 제24회 행정고시 합격
- 1985.09: 문화체육부
- 1989.12: 대통령비서실 행정관
- 1994.01: 전라남도 광양군수
- 1995~2001: 전라남도청 지방공무원교육원장, 문화관광국장, 자치행정국장, 부이사관
- 2001~2003: 전라남도의회 사무처장
- 2003~2004: 전라남도청 기획관리실 실장
- 2003.08~2003.10: 전라남도 정무부지사 권한대행
- 2006.01~2007.03: 행정중심복합도시건설청 주민지원본부 본부장
- 2007.03~2007.07: 행정자치부 국가균형발전위원회 평가제도국 국장
- 2007.07~2011.12: 문화체육관광부 아시아문화중심도시추진단 단장
- 2010.02~2011.02: 한국지방자치학회 부회장
- 2011.02~2013.12: 한국과학기술연구원 미래도시연구소 자문위원
- 2013.09~2015.12: 조선대학교 행정복지학부 객원교수
- 2013.12~2015.12: 사회적협동조합 아시아도시재생연구원 이사장
- 2016.07~2018.07: 더불어민주당 광주광역시당 동구·남구 을 지역위원회 위원장
- 2017.04~2017.05: 제19대 대통령선거 더불어민주당 문재인 후보 광주광역시당 선거대책위원회 총괄선거대책본부장, 공동선거대책본부장
- 2018.07~2019.10: 광주광역시 문화경제부시장
- 2019.12~2024.05: 더불어민주당 광주광역시당 동구·남구 을 지역위원회 위원장
- 2020년 4월 15일: 대한민국 제21대 국회의원 선거 당선(광주 동구·남구 을, 더불어민주당, 초선)
- 2020.09~2022.09: 더불어민주당 문화예술특별위원회 위원장
- 2021.05~2022.10: 더불어민주당 정책위원회 상임부의장
- 2022.08~2024.08: 더불어민주당 광주광역시당 위원장
- 2023.10~2024.05: 더불어민주당 원내대표 정무특보

### 의정 활동
- 2020.05~2024.05: 제21대 국회의원(광주 동구·남구 을, 더불어민주당, 초선)
  - 2020.06~2022.05: 제21대 국회 전반기 문화체육관광위원회 위원
  - 2020.07~2024.05: 모빌리티 포럼 구성의원
  - 2022.07~2024.05: 제21대 국회 후반기 문화체육관광위원회 위원
  - 2023.05~2023.10: 제21대 국회 후반기 국회운영위원회 위원
  - 2023.06~2024.05: 제21대 국회 후반기 예산결산특별위원회 위원

## 역대 선거 결과
|  | 18.83% |

|  | 39.44% |

|  | 72.27% |

## 소속 정당
| 소속 정당 | 소속 정당    | 소속 기간 | 비고      |
| --------- | ------------ | --------- | --------- |
|           | 무소속       | 2012~2016 | 정계 입문 |
|           | 더불어민주당 | 2016~현재 | 입당      |

## 같이 보기
- 동구·남구 을
- 광주 동구의 국회의원
- 광주 남구의 국회의원
- 광주광역시 부시장